# LNER-Klasse P1
Die Klasse P1 der britischen London and North Eastern Railway (LNER) ist eine Baureihe, die aus zwei Schlepptenderlokomotiven für schwere Kohlenzüge mit der Achsfolge 1’D1’ Mikado bestand. Der Entwurf stammte von Nigel Gresley. Die 1925 gebauten Lokomotiven, die als Güterzugversion der Klasse A1 betrachtet werden können, zählen zu den leistungsstärksten Güterzuglokomotiven, die je für eine britische Eisenbahn entwickelt wurden.

## Geschichte
Bereits vor der Eingliederung der Great Northern Railway (GNR) in die LNER im Jahre 1923 dachte Gresley über die Konstruktion einer Lokomotive für schwere Kohlenzüge nach, die leistungsfähiger als die 1’D-Lokomotiven der GNR-Klasse O2 sein sollte. Ursprünglich war eine 1’E1’-Lokomotive vorgesehen, die jedoch bis 1923 in eine Mikado-Lokomotive umgestaltet wurde.
Im August 1923 präsentierte Gresley dem LNER-Lokomotivausschuss seinen Vorschlag für die Lokomotiven, die für den Einsatz zwischen Peterborough und London sowie zwischen Immingham und dem Rangierbahnhof Wath bei Rotherham gedacht waren. Er versprach, dass die Lokomotive in der Lage sein würde, ein Viertel mehr Wagen als die Lokomotiven der Klasse O2 zu ziehen.
Die Lokomotive Nummer 2393 wurde im Juni 1925 fertiggestellt und stand somit rechtzeitig zur 100-Jahr-Feier der Eröffnung der Stockton and Darlington Railway zur Verfügung. Im November folgte die zweite Lokomotive mit der Nummer 2394. Beide Lokomotiven wurden in den LNER-Werkstätten in Doncaster gebaut.
Beide Lokomotiven wurden zunächst vor Kohlenzügen zwischen Peterborough und London eingesetzt, da dies die einzige Strecke war, auf der ihre Leistungsfähigkeit sinnvoll genutzt werden konnte. Im Jahr 1926 wurde der Bau von vier weiteren Lokomotiven zum Ersatz von Lokomotiven der Achsfolge D vorgeschlagen. Dennoch wurden keine weiteren P1 gebaut.
Der in der Nr. 2394 eingebaute Schmidt-Überhitzer nach amerikanischen Zeichnungen wurde 1931 durch den bei der LNER üblichen Robinson-Überhitzer ersetzt. Die Booster, die erst bei Zügen mit einem Gewicht von mindestens 1600 t wirklich nützlich waren, wurden Ende der 1930er Jahre ausgebaut, da das Problem der leckenden Dampfleitungen nie wirklich behoben werden konnte.
Die Lokomotiven der P1-Klasse waren wirtschaftlich nur bei Zügen mit 100 und mehr Kohlenwagen einsetzbar, da sie bei leichteren Zügen einen zu hohen Kohlenverbrauch aufwiesen. Diese schweren Züge konnten aufgrund der zahlreichen Halte mit anschließenden Anfahrten, die den Kohlenverbrauch zusätzlich erhöhten, nicht rentabel betrieben werden. Die Halte waren notwendig, um die auf derselben Strecke verkehrenden, schnelleren Reisezüge überholen zu lassen.
Edward Thompson fand im Zuge seiner Standardisierung kein anderes geeignetes Einsatzgebiet für die beiden Lokomotiven, die lediglich für ein einmal täglich verkehrendes 1600-t-Zugpaar genutzt werden konnten. Deshalb wurden die Lokomotiven im Juli 1945 ausgemustert. Noch 1942 hatten beide P1 Kessel der Klasse A3 erhalten. Diese wurden für den Umbau der A1-Lokomotiven Nr. 2557 Blair Athol und Nr. 2565 Merry Hampton zu Lokomotiven der Klasse A3 verwendet. Die Schlepptender wurden für den Einsatz mit zwei Lokomotiven der Klasse B2 umgebaut.

## Technik
Die Lokomotiven der P1 waren die Güterzugvariante der LNER-Klasse A1. Kessel, Zylinder und Triebwerk waren baugleich zur Klasse A1; lediglich die Steuerung wurde modifiziert, um größere Füllungen fahren zu können. Im Vergleich zu anderen Güterzuglokomotiven verfügten die P1 über große Kuppelräder mit einem Durchmesser von 1575 mm (5 ft 2 in). Das Dreizylinder-Haupttriebwerk konnte eine Zugkraft von 170 kN (38.500 lbf) erzeugen, während das Booster-Triebwerk auf der Laufachse unter der Feuerbüchse zusätzliche 38 kN (8500 lbf) erzeugen konnte.
Der Booster arbeitete auf die in einem Außenrahmen gelagerte Cartazzi-Achse. Bei dieser von der LNER häufig verwendeten Bauart waren die Gleitbahnen der Achslager schräg angeordnet, sodass die Achse um einen virtuellen Drehpunkt auslenken konnte. Der Booster bestand aus einer kleineren Zweizylinderdampfmaschine, die über ein Zwischengetriebe die Nachlaufachse antrieb. Das Getriebe wurde erst durch ein zuschaltbares Zwischenrad mit der Nachlaufachse verbunden, wenn der Booster in Betrieb genommen wurde, um zusätzliche Zugkraft bereitzustellen, beispielsweise beim Anfahren eines schweren Zuges.
Die Zeichnungen des Boosters waren von der Superheater Co. in New York, welche die Patente von Wilhelm Schmidt verwertete. Das Unternehmen konstruierte auch den Überhitzer der Bauart E Double für die Lokomotive Nr. 2394, der sich jedoch nicht bewährte.